# Choumeriákos (Lassíthi)
Choumeriákos, ou Choumeriáko, en grec moderne : Χουμεριάκος ou Χουμεριάκο, est un village du dème d'Ágios Nikólaos, dans le district régional de Lassíthi de la Crète, en Grèce. Selon le recensement de 2011, la population de Choumeriákos compte 174 habitants. 
Il est situé à 12 km d'Ágios Nikólaos et à 3 km, à l'est de Neápoli.

## Recensements de la population
| Recensements | 1900 | 1920 | 1928 | 1940 | 1951 | 1961 | 1971 | 1981 | 1991 | 2001 | 2011 |
| ------------ | ---- | ---- | ---- | ---- | ---- | ---- | ---- | ---- | ---- | ---- | ---- |
| Population   | 661  | 800  | 687  | 649  | 629  | 548  | 500  | 405  | -    | 273  | 174  |

## Source de la traduction
- (el) Cet article est partiellement ou en totalité issu de l’article de Wikipédia en grec moderne intitulé « Χουμεριάκος Λασιθίου » (voir la liste des auteurs).